# Der Hund von Baskerville

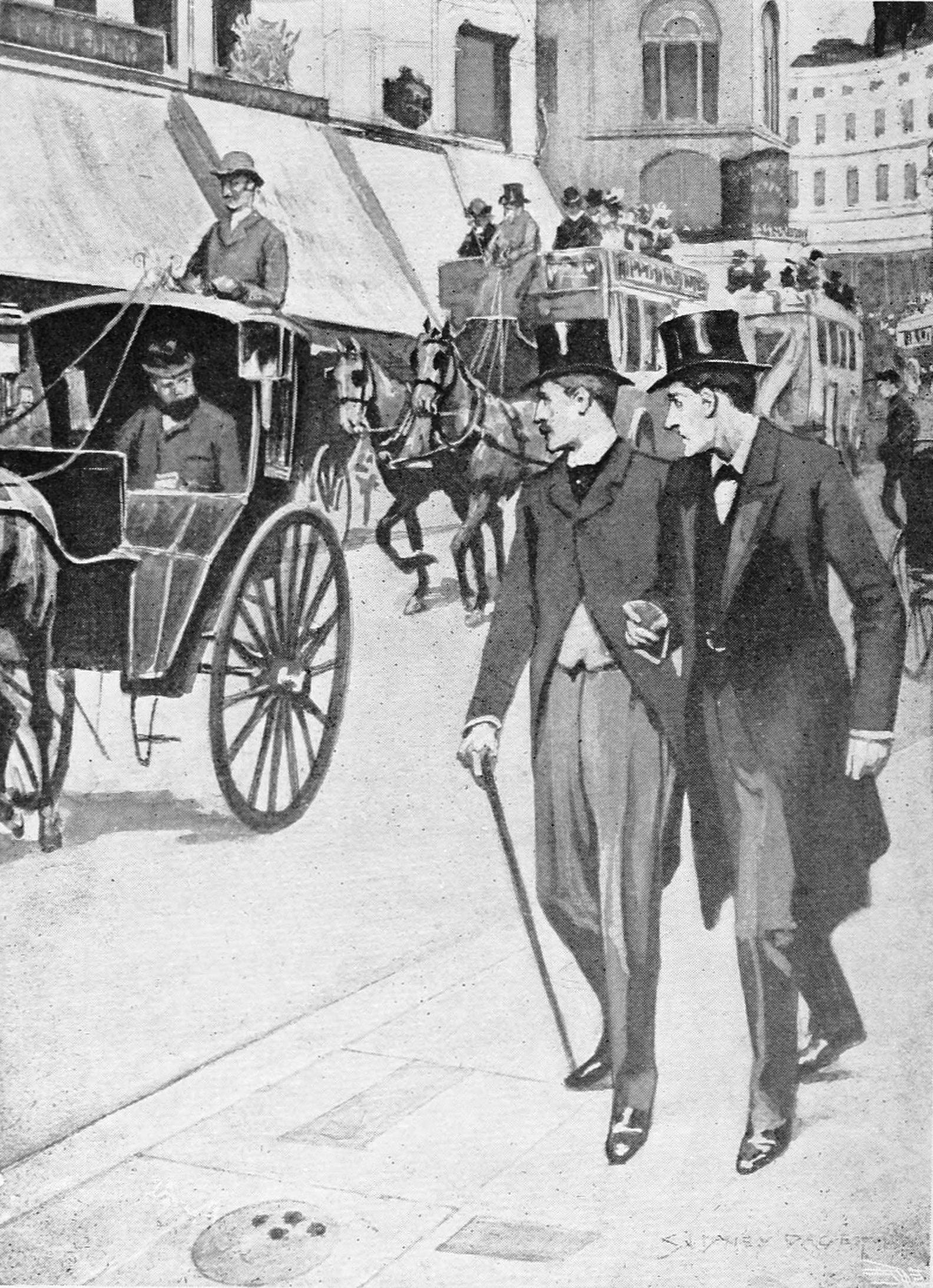
Sherlock Holmes (rechts) und Dr. Watson, Illustration von Sidney Paget zum Roman

Der Hund von Baskerville (Originaltitel: The Hound of the Baskervilles, in neueren Übersetzungen auch Der Hund der Baskervilles) ist der dritte Roman mit Sherlock Holmes und eine der bekanntesten Detektivgeschichten von Arthur Conan Doyle.

## Inhalt
Der Roman spielt im England des späten 19. Jahrhunderts in der Region Dartmoor. Auf der Familie Baskerville lastet ein dämonischer Fluch, wie aus einem Familiendokument aus dem Jahre 1742 hervorgeht. Während des Englischen Bürgerkriegs hatte der betrunkene Sir Hugo Baskerville eine junge Frau, die ihm nicht zu Willen sein wollte, zu Tode gehetzt und wurde danach von einem geheimnisvollen Hund im Moor angefallen und getötet. Seitdem treibt sich der Sage nach ein monströser, heulender Hund in den Mooren, die den Sitz der Familie umgeben, herum.

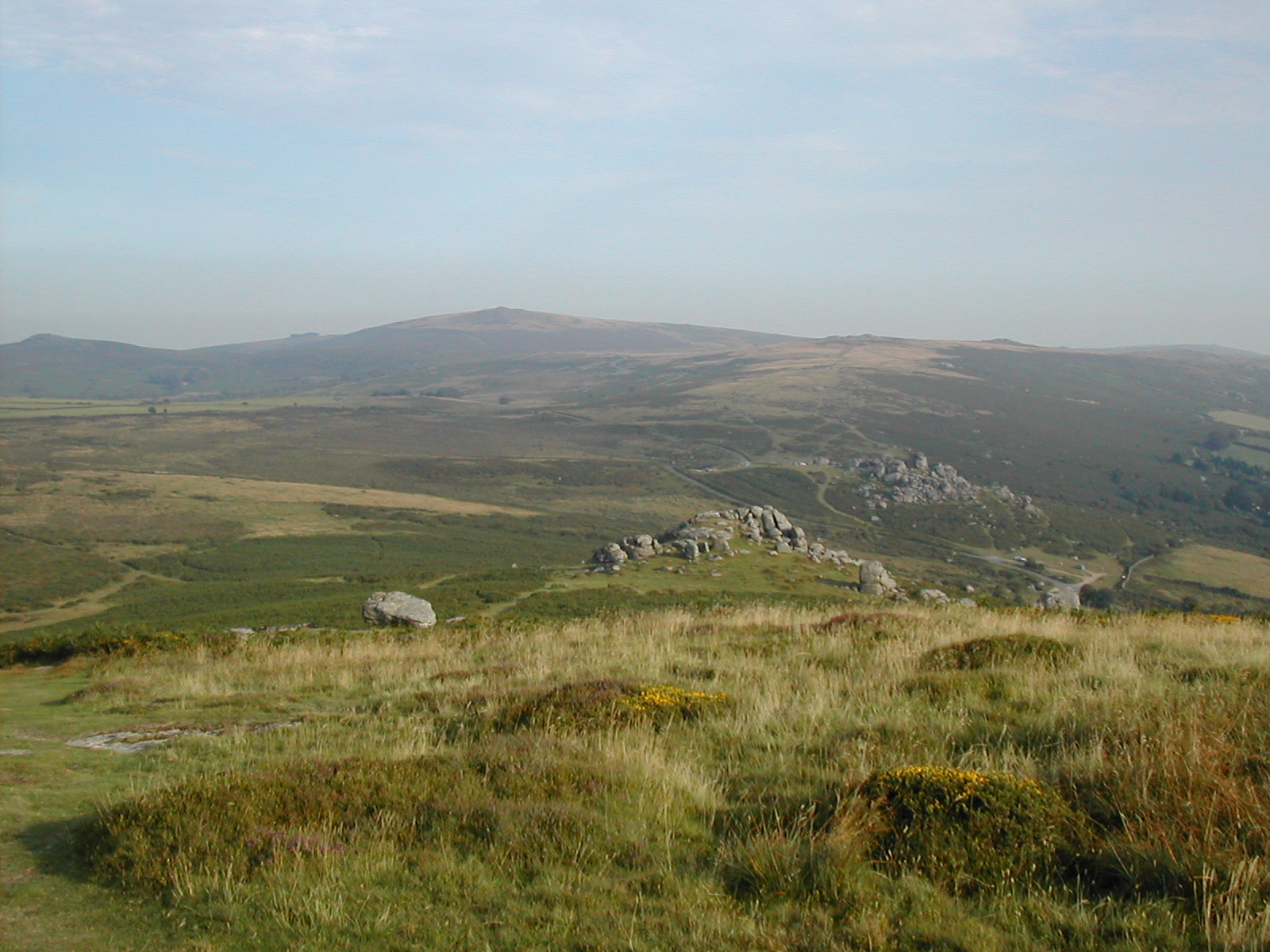
Das wirkliche Dartmoor

Nachdem der alte Sir Charles Baskerville in der Allee vor seinem Landsitz tot aufgefunden worden ist, trifft aus Kanada Sir Henry Baskerville, der letzte lebende Abkömmling der Familie, ein. Da auch dieser um seine Sicherheit fürchtet, schaltet Dr. Mortimer, der Testamentsvollstrecker, den Meisterdetektiv Sherlock Holmes ein. Holmes erfährt von Mortimer, dass der Arzt am Tatort die Fußspuren eines riesigen Hundes gefunden hat und dass Charles Baskerville dort auf jemanden gewartet haben muss. Noch in London erhält Sir Henry einen anonymen Brief, der ihn vor dem Moor warnt. Als ihm im Hotel ein alter Stiefel gestohlen wird, ist für Holmes klar, dass tatsächlich ein Hund im Spiel sein muss, der auf Sir Henrys Geruch angesetzt wurde.
Holmes schickt seinen Freund Dr. Watson nach Baskerville Hall, wo Sir Henry sein Erbe angetreten hat. Watson findet heraus, dass sich im Moor nicht nur ein entlaufener Sträfling namens Selden herumtreibt, sondern auch ein zwielichtiger Naturforscher namens Stapleton und dessen Schwester Beryl, in die Sir Henry sich verliebt.
Unterdessen erweist sich, dass der Sträfling aus dem Moor der Schwager von Sir Henrys Butler Barrymore ist. Barrymore und seine Frau haben ihn heimlich verköstigt. Dem Sträfling wird schließlich zum Verhängnis, dass Barrymore ihm die alten Kleider von Sir Henry überlassen hat. Er fällt dem mysteriösen schwarzen Hund zum Opfer, da der Hund durch Sir Henrys Geruch Seldens Fährte aufnimmt.
Watson trifft im Moor unerwartet auf Holmes, der bereits eine geraume Zeit hier anwesend war. Holmes verdächtigt Stapleton, der in Wirklichkeit ein Baskerville ist, als Drahtzieher der Anschläge. Stapleton hatte einer verarmten Frau namens Laura Lyons die Ehe versprochen und sie so veranlasst, an den alten Sir Charles einen Brief mit der Bitte um ein abendliches Treffen zu schreiben. Zum vereinbarten Termin vor Baskervilles Haus war sie jedoch nicht erschienen, dafür hetzte Stapleton den Hund auf den alten Mann.

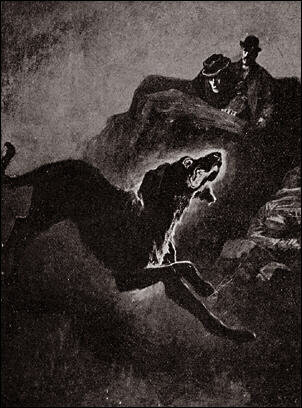
Sidney Pagets Illustration aus dem Strand Magazine vom April 1902

Um Stapleton zu überführen, muss Holmes ihm eine Falle stellen. So schickt er Sir Henry zu Stapleton und befiehlt ihm, nach dem Ende seines Besuches nachts über das Moor nach Hause zu gehen. Als ein riesiger, leuchtender Hund Sir Henry im Moor anspringt, kommen Watson und Holmes zu Hilfe und erschießen das Tier. Der Hund, eine Kreuzung aus Bluthund und Dogge, war bissig und halb verhungert. Ein Phosphorpräparat gab ihm zudem ein furchterregendes Aussehen, und in diesem Zustand wurde das Tier auf die Baskervilles gehetzt.
Holmes und Watson finden Beryl Stapleton, die in Wirklichkeit seine Frau und unwillige Komplizin in diesem Komplott war, gefesselt und misshandelt in einem Zimmer im obersten Stockwerk ihres Anwesens, denn sie hatte zuletzt gegen ihren Mann aufbegehrt. Sie war es auch, die Sir Henry bei dessen Ankunft in London den anonymen Brief geschrieben hatte. Stapleton selbst flüchtet ins Moor und verschwindet. Nur der alte Stiefel, der ursprünglich Henry Baskerville gehörte, wird gefunden. Holmes vermutet, dass Stapleton im Moor versank, weil er im Nebel von dem schmalen Weg abkam.

## Entstehung
Um 1900 erkrankte Doyle an Typhus und machte eine Reise nach Norfolk. Dort traf er auf Bertram Fletcher Robinson, der aus Devonshire kam und auf Dartmoor aufgewachsen war. Dieser erzählte seinem neuen Freund Doyle alte Legenden über seine Heimat, darunter die Gruselgeschichte um einen Geisterhund. Es handelt sich hierbei um die Legende von Richard Capel von Brooke Manor. Capel war ein reicher Landbesitzer in Devon, der berüchtigt dafür war, die Töchter seiner Pächter zu entführen und zu vergewaltigen. Der Überlieferung nach wurde Capel 1677 im Buckfastleigh-Moor von einem Rudel dämonischer Hunde zu Tode gehetzt.
Diese Geschichte inspirierte Doyle, einen Roman zu schreiben, in dem ein Fluch in Form eines Geisterhundes, der durch die Untaten eines bösartigen Vorfahren erweckt wurde, eine Familie bedroht. Doyle wandte sich an das Strand Magazine, das sich einverstanden erklärte, diesen Roman zu veröffentlichen. Doyle reiste nach Dartmoor, um ein wenig der realen Atmosphäre mit in das Buch aufnehmen zu können. Zeitgleich machte der Journalist und Schriftsteller Bertram Fletcher Robinson ebenfalls eine Reise dorthin. Sein Kutscher hieß Harry Baskerville. Doyle übernahm den Namen für die Familie einer der Hauptpersonen. Der Titel The Hound of the Baskervilles stand zu jenem Zeitpunkt bereits fest. Im weiteren Verlauf wurde Doyle klar, dass er einen Helden in der Form eines Detektivs brauchte, der die mysteriösen Vorgänge untersuchte. Er entschloss sich, vorzugsweise auf seine Figur Sherlock Holmes zurückzugreifen, obwohl er die Reihe einige Jahre zuvor für beendet erklärt hatte. Deshalb entließ er Robinson als Mitautor und verlangte beim Strand das doppelte Honorar, sollten die Verleger einen Sherlock-Holmes-Roman wünschen. Der Strand willigte ohne Einwände ein.
Doyle schrieb diese Geschichte während eines Aufenthaltes im Duchy Hotel zu Princetown (Dartmoor).

## Erscheinen
Der Roman erschien von August 1901 bis April 1902 als Fortsetzungsroman im Strand Magazine und wurde von Sidney Paget illustriert. Der Verlag brachte die Buchausgabe bereits im März des Jahres 1902 heraus, damit sich auf das Ende gespannte Leser, die den letzten Monat nicht mehr warten wollten, das Buch kauften.
In Deutschland erschien das Buch 1903 unter dem Titel Der Hund von Baskerville. Dies suggeriert, Baskerville sei eine Ortschaft und kein Familienname. Daher tragen neuere Übersetzungen des Romans den korrekt aus dem Englischen übersetzten Titel Der Hund der Baskervilles.

## Deutschsprachige Buchausgaben
- Der Hund von Baskerville. Übersetzt von Heinrich Darnoc. Lutz, Stuttgart 1903
- Der Hund von Baskerville. Übersetzt von Heinz Kotthaus. Blüchert, Hamburg 1959
  - Taschenbuch: Ullstein, Berlin 1967; 26. Aufl. 2006, ISBN 3-548-25012-2.
- Sherlock-Holmes-Geschichten. Der Hund von Baskerville. Übersetzt von Trude Fein. Manesse, Zürich 1981, ISBN 3-7175-1596-9.
- Sherlock Holmes. Der Hund von Baskerville. Neugefasst von W. K. Weidert. Franckh, Stuttgart 1982
- Der Hund von Baskerville. Übersetzt von Renate Wyler. Scherz, Bern 1983
  - Neuausgabe: Fischer, Frankfurt am Main 2008, ISBN 978-3-596-90066-4.
- Der Hund der Baskervilles. Neu übersetzt von Gisbert Haefs. Haffmans, Zürich 1984, ISBN 3-251-20102-6.
  - Neuausgabe: Kein & Aber, Zürich 2005, ISBN 3-0369-5145-8.
  - Taschenbuchausgabe: Insel, Frankfurt am Main 2007, ISBN 978-3-458-35015-6.
- Der Hund von Baskerville. Übersetzt von Edda Fensch. Neues Leben, Berlin 1986
- Der Hund von Baskerville. Ausgabe für Kinder, überarbeitet von Sibylle Hentschke. CBJ, München 2005, ISBN 3-570-21410-9.
- Der Hund von Baskerville. Bearbeitet von Christian Somnitz und mit Illustrationen von Sidney Paget. Hase und Igel, München 2009, ISBN 978-3-86760-087-3.
- Sherlock Holmes – Die Romane – Eine Studie in Scharlachrot – Das Zeichen der Vier – Der Hund der Baskervilles – Das Tal des Grauens. Übersetzt von  Margarethe Jacobi u. H. O. Herzog. Anaconda, Köln 2013, ISBN 978-3-7306-0030-6.
- Der Hund der Baskervilles: Mit Illustrationen aus dem Strand Magazine. Übersetzt von Hannelore Eisenhofer-Halim. Nikol, Karlsruhe 2013, ISBN 978-3-86820-180-2.
- Der Hund der Baskervilles. Übersetzt von Henning Ahrens, Fischer, Frankfurt am Main 2017, ISBN 978-3-596-03565-6.
- Der Hund der Baskervilles. Übersetzt von Susanne Luber, in: Sherlock Holmes – Die Romane. Leipziger Ausgabe in fünf Bänden. Band 3, Haffmans Verlag bei Zweitausendeins, Leipzig 2021, ISBN 978-3-96022-017-6.
- Der Hund der Baskervilles. Coppenrath, Münster 2022, ISBN 978-3-649-64223-7.

## Nachwirkung
Umberto Eco nannte die Hauptfigur seines Romans Der Name der Rose William von Baskerville, da sie nach dem Vorbild Sherlock Holmes’ gestaltet ist. Die zweite Hauptfigur des Romans, Adson (von Melk), ist nach Dr. Watson benannt.
Der Hund von Blackwood Castle ist ein deutscher Kriminalfilm aus dem Jahr 1967. Der erstmals in  Farbe gedrehte Film ist der 25. aus der Reihe der Wallace-Verfilmungen zwischen 1959 und  1972. Der Hund von Blackwood Castle basiert zwar auf Motiven von Edgar Wallace, knüpft jedoch eher an den Sherlock-Holmes-Roman Der Hund von Baskerville an.
Das Lied Der Hund von Baskerville des 1971 noch nicht weithin bekannten Schlagerduos Cindy & Bert basiert auf der Melodie des Heavy-Metal-Titels Paranoid von Black Sabbath, 1970.
Die zweite Folge der zweiten Staffel der BBC-Serie Sherlock adaptiert die Geschichte und erzählt eine moderne Fassung im Kontext der Erforschung von biologischen und chemischen Kampfmitteln.
Die Pariser Tageszeitung Le Monde listet den Roman auf Platz 44 der 100 Bücher des Jahrhunderts. Der Hund von Baskerville ist in dem literarischen Nachschlagewerk 1001 Kinder- und Jugendbücher – Lies uns, bevor Du erwachsen bist! für die Altersstufe 12+ Jahre enthalten.
Das nach der Erzählung entstandene Musical Ein Fall für Sherlock Holmes von Gerd Natschinski, Helmut Bez und Jürgen Degenhardt gelangte 1982 am Theater Erfurt (DDR) zur Uraufführung.

### Filme und Fernsehserienfolgen

#### Kino
| Nr. | Jahr | Titel                             | Land | Regie             | Holmes            | Watson          |
| --- | ---- | --------------------------------- | ---- | ----------------- | ----------------- | --------------- |
| 01  | 1914 | Der Hund von Baskerville, 1. Teil | D    | Rudolf Meinert    | Alwin Neuß        | x               |
| 02  | 1914 | Das einsame Haus                  | D    | Rudolf Meinert    | Alwin Neuß        | x               |
| 03  | 1914 | Das unheimliche Zimmer            | D    | Richard Oswald    | Alwin Neuß        | x               |
| 04  | 1915 | Der geheimnisvolle Hund           | D    | Richard Oswald    | Alwin Neuß        | x               |
| 05  | 1915 | Das dunkle Schloß                 | D    | Willy Zeyn senior | Eugen Burg        | x               |
| 06  | 1920 | Das Haus ohne Fenster             | D    | Willy Zeyn senior | Erich Kaiser-Titz | x               |
| 07  | 1920 | Dr. MacDonalds Sanatorium         | D    | Willy Zeyn senior | Erich Kaiser-Titz | x               |
| 08  | 1920 | The Hound of the Baskervilles     | UK   | Maurice Elvey     | Eille Norwood     | Hubert Willis   |
| 09  | 1929 | Der Hund von Baskerville          | D    | Richard Oswald    | Carlyle Blackwell | George Seroff   |
| 10  | 1932 | The Hound of the Baskervilles     | UK   | Gareth Gundrey    | Robert Rendel     | Frederick Lloyd |
| 11  | 1937 | Der Hund von Baskerville          | D    | Carl Lamac        | Bruno Güttner     | Fritz Odemar    |
| 12  | 1939 | The Hound of the Baskervilles     | USA  | Sidney Lanfield   | Basil Rathbone    | Nigel Bruce     |
| 13  | 1955 | Der Hund von Baskerville          | D    | Fritz Umgelter    | Wolf Ackva        | Arnulf Schröder |
| 14  | 1959 | Der Hund von Baskerville          | UK   | Terence Fisher    | Peter Cushing     | André Morell    |

#### Fernsehen
| Nr. | Jahr | Titel                                            | Land        | Regie            | Holmes               | Watson           |
| --- | ---- | ------------------------------------------------ | ----------- | ---------------- | -------------------- | ---------------- |
| 1   | 1968 | The Hound of the Baskervilles (Episode 2.4, 2.5) | UK          | Graham Evans     | Peter Cushing        | Nigel Stock      |
| 2   | 1972 | Собака Баскервилей                               | Sowjetunion | A.F. Zinovieva   | -                    | -                |
| 3   | 1972 | The Hound of the Baskervilles                    | USA         | Barry Crane      | Stewart Granger      | Bernard Fox      |
| 4   | 1978 | The Hound of the Baskervilles                    | UK          | Paul Morrissey   | Peter Cook           | Dudley Moore     |
| 5   | 1981 | Sobaka Baskerwilei                               | SU          | Igor Maslennikow | Wassili Liwanow      | Witali Solomin   |
| 6   | 1982 | The Hound of the Baskervilles                    | UK          | Peter Duguid     | Tom Baker            | Terence Rigby    |
| 7   | 1983 | The Hound of the Baskervilles                    | UK          | Douglas Hickox   | Ian Richardson       | Donald Churchill |
| 8   | 1983 | Sherlock Holmes and the Baskerville Curse        | AUS         | Eddy Graham      | Peter O’Toole        | Earle Cross      |
| 9   | 1988 | The Hound of the Baskervilles                    | UK          | Brian Mills      | Jeremy Brett         | Edward Hardwicke |
| 10  | 2000 | The Hound of the Baskervilles                    | CDA         | Rodney Gibbons   | Matt Frewer          | Kenneth Welsh    |
| 11  | 2002 | The Hound of the Baskervilles                    | UK          | David Attwood    | Richard Roxburgh     | Ian Hart         |
| 12  | 2012 | The Hounds of Baskerville (Episode 2.2)          | UK          | Paul McGuigan    | Benedict Cumberbatch | Martin Freeman   |
| 13  | 2016 | Elementary – Hounded (Episode 4.16)              | USA         | Ron Fortunato    | Jonny Lee Miller     | Lucy Liu         |

### Hörspielfassungen
| Nr. | Titel                              | Produktion                                                  | Bearbeitung                       | Musik           | Regie                             | Holmes            | Watson           |
| --- | ---------------------------------- | ----------------------------------------------------------- | --------------------------------- | --------------- | --------------------------------- | ----------------- | ---------------- |
| 1   | Der Hund von Baskerville           | Bayerischer Rundfunk 1966, als CD 2004: ISBN 3-89813-309-5  | Michael Hardwick                  | Herbert Jarczyk | Heinz-Günter Stamm                | Peter Pasetti     | Joachim Wichmann |
| 2   | Der Hund von Baskerville           | ca. 1979                                                    | Rolf Ell                          | —               | Rolf Ell                          | Joachim Hansen    | Mogens von Gadow |
| 3   | Der Hund von Baskerville           | Miller International Schallplatten GmbH, Studio Europa 1982 | Frank Sky (d. i. H. G. Francis)   | Bert Brac       | Heikedine Körting                 | Peter Pasetti     | Joachim Wichmann |
| 4   | Der Hund der Baskervilles          | Verlagsgruppe C. Hermann, Studio Maritim 2007               | Daniela Wakonigg                  | —               | Studio Maritim                    | Christian Rode    | Peter Groeger    |
| 5   | Der Hund der Baskervilles          | Westdeutscher Rundfunk Köln 2014                            | Bastian Pastewka                  | Henrik Albrecht | Bastian Pastewka                  | Frank Röth        | Gerhard Garbers  |
| 6   | Der Fall Baskerville               | hörspiel#studio 2015                                        | Rudi Piesk                        | —               | Rudi Piesk                        | Wolf List         | Theo Rüster      |
| 7   | Sherlock und der Hund von Dartmoor | Hessischer Rundfunk 2016 / RadioLiveTheater                 | Klaus Krückemeyer, Wolfgang Vater | Michael Bibo    | Klaus Krückemeyer, Wolfgang Vater | Klaus Krückemeyer | Wolfgang Vater   |

### Pastiches
Die Handlung des Romans wird in mehreren Sherlock-Holmes-Pastiches aufgegriffen:
- Michael Hardwick: The Revenge of the Hound. 1987 (Der Fluch von Baskerville. Blitz-Verlag, 2004, ISBN 3-89840-211-8; Der Hund der Rache. Blitz-Verlag, 2014, ISBN 978-3-95719-209-7)
- Laurie R. King: The moor. 1998, ISBN 3-499-22416-X. (Das Moor von Baskerville. 2002)
- Klaus Krückemeyer: Nicci & Vicci und das Karpatenkalb von Vankerville[3]. 2020, ISBN 978-3-86212-300-1.